# Böhl (Böhl-Iggelheim)
Böhl ist einer von zwei Ortsteilen der Ortsgemeinde Böhl-Iggelheim im Rhein-Pfalz-Kreis in Rheinland-Pfalz. Bis 1969 war er eine selbständige Gemeinde.

## Lage
Böhl liegt in der Oberrheinischen Tiefebene im nördlichen Teil der Ortsgemeinde und ist von landwirtschaftlich genutzter Flächen umgeben. Zum Ort gehören zusätzlich die Wohnplätze Buhilohof, Erlenhof, Ostergewannenhof und Steigerthof.

## Geschichte
Böhl entstand mutmaßlich im siebten oder achten Jahrhundert als fränkische Gründung. Die älteste erhaltene Erwähnung des Ortes stammt von 780 in einer Urkunde des Klosters Lorsch als Buhilo. 985 wurde der Ort Opfer des salischen Kirchenraubs. Böhl gehörte mit Iggelheim und Haßloch zu einer Gruppe von Reichsdörfern, die von Kaiser Ludwig dem Bayern ab 1330 an die Pfalzgrafen bei Rhein verpfändet wurden. Auch das Kloster Otterberg war im Ort begütert.
Böhl und das benachbarte Iggelheim verblieben bis zum Ende des 18. Jahrhunderts unter kurpfälzischer Herrschaft, lediglich unterbrochen durch die Zugehörigkeit zum Herzogtum Pfalz-Zweibrücken von 1410 bis 1507. 1379 wurde Böhl von den Pfalzgrafen an die Grafen von Leiningen weiter verpfändet. Im Dreißigjährigen Krieg wurde Böhl von durchziehenden Söldnerheeren (Spanier, Schweden) geplündert und teilweise niedergebrannt. Bis zur französischen Revolution gehörte Böhl sowohl gleichzeitig zur Kurpfalz als auch zu Leiningen-Dagsburg.
Von 1798 bis 1814, als die Pfalz Teil der Französischen Republik (bis 1804) und anschließend Teil des Napoleonischen Kaiserreichs war, war Böhl in den Kanton Mutterstadt eingegliedert und besaß eine eigene Mairie. 1815 hatte der Ort 1200 Einwohner. Im selben Jahr wurde er Österreich zugeschlagen. Bereits ein Jahr später wechselte der Ort wie die gesamte Pfalz in das Königreich Bayern. Von 1818 bis 1862 gehörte er dem Landkommissariat Speyer an; aus diesem ging das Bezirksamt Speyer  hervor. Ab 1886 war Böhl Bestandteil des neu geschaffenen Bezirksamt Ludwigshafen.
1928 hatte Böhl 2430 Einwohner, die in 459 Wohngebäuden lebten. Sowohl die Katholiken als auch die Protestanten besaßen jeweils eine eigene Pfarrei vor Ort. Seit 1939 ist der Ort Bestandteil des Landkreises Ludwigshafen am Rhein, der seit 2004 Rhein-Pfalz-Kreis heißt. Nach dem Zweiten Weltkrieg wurde Böhl innerhalb der französischen Besatzungszone Teil des damals neu gebildeten Landes Rheinland-Pfalz. Im Zuge der ersten rheinland-pfälzischen Verwaltungsreform wurde Böhl am 7. Juni 1969 mit der Nachbargemeinde Iggelheim zur neuen Ortsgemeinde Böhl-Iggelheim zusammengelegt.

## Religion
Ab 1840 existierte vor Ort eine Synagoge, die den Novemberpogromen von 1938 zum Opfer fiel. Die in Böhl lebenden Juden wurden in Haßloch beigesetzt.

## Wappen
| Wappen von Böhl | Blasonierung: „Von Schwarz und Blau geteilt, belegt mit einem roten Herzschild, darin ein goldener Großbuchstabe B, oben ein rotbewehrter und -bezungter goldener Löwe, unten drei rotbewehrte silberne Adler.“ |
| Wappen von Böhl | Wappenbegründung: Der Löwe weist auf die einstige Zugehörigkeit zur Kurpfalz hin und der Adler auf diejenige zu den Leiningern                                                                                  |

## Kultur
Vor Ort existieren insgesamt 35 Objekte, die unter Denkmalschutz stehen, darunter das frühere Empfangsgebäude des Bahnhofs, der Wasserturm und ein Fachwerkhaus in der Kirchenstraße.

## Infrastruktur

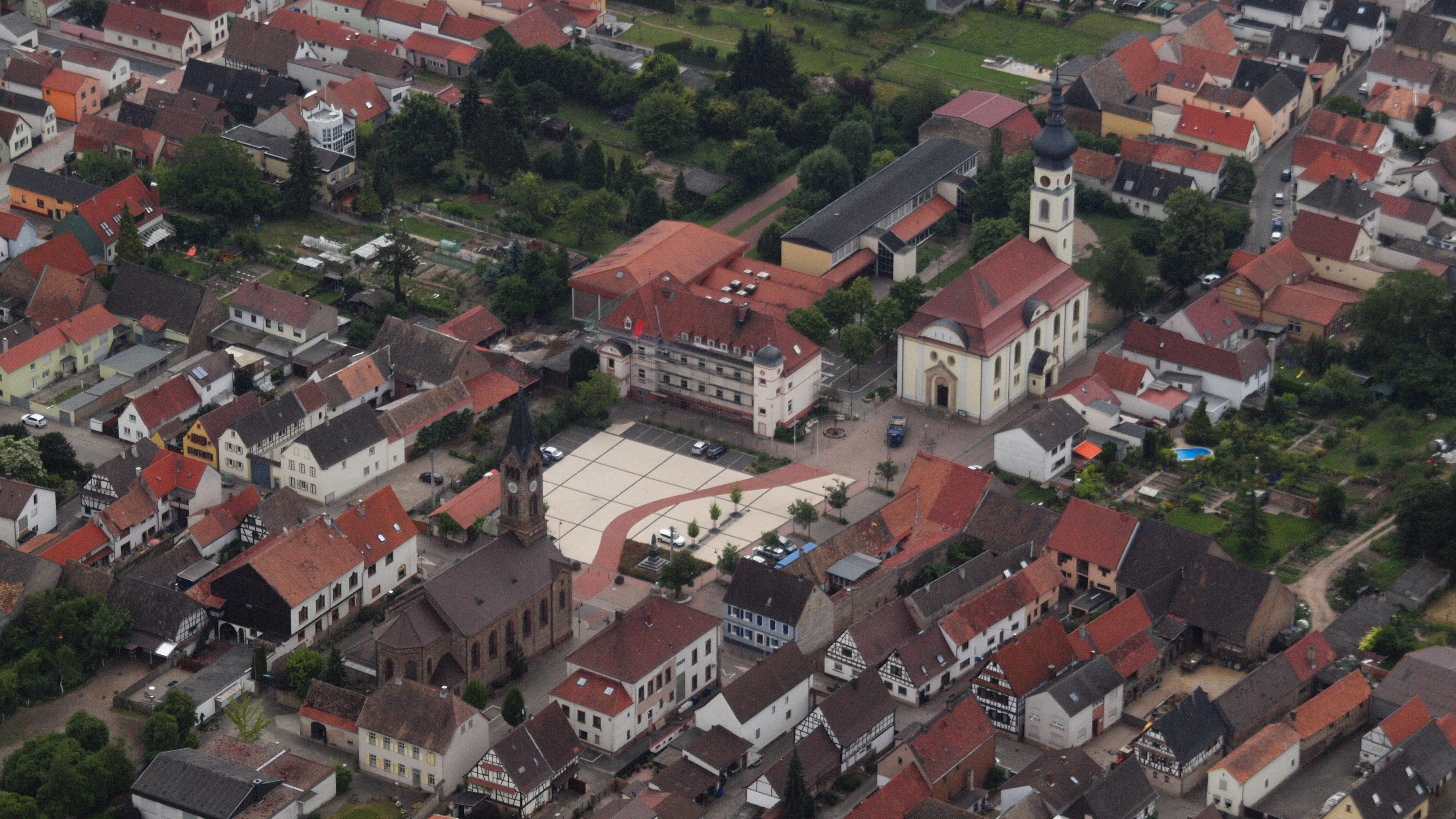
Zentrum des Ortsteils Böhl

Seit 1847 besitzt Böhl an seinem südöstlichen Siedlungsrand einen Bahnhof an der Bahnstrecke Mannheim–Saarbrücken, die aus der 1849 vollendeten Pfälzischen Ludwigsbahn hervorging. In den ersten Jahren seines Bestehens trug er die Bezeichnung Böhl, die später in Böhl-Iggelheim abgeändert wurde. Außerdem führt der Salier-Radweg durch den Ort. Zwei Kilometer nordwestlich des Siedlungsgebiets verläuft die Bundesautobahn 65, die für kurze Zeit die Gemarkung des Ortes streift.
Außerdem befindet sich im Ort eine Grundschule. Mit Palatia Böhl existiert im Ort außerdem ein Fußballverein.
1927 eröffnete die Bezirkssparkasse Ludwigshafen am Rhein in Böhl eine Annahmestelle für Spareinlagen. Von 1930 bis 1934 entstand die Wasserversorgung des Ortes, deren Kernstück der markante Wasserturm ist. Am südlichen Siedlungsrand befindet sich außerdem ein Gewerbegebiet.

## Persönlichkeiten

### Söhne und Töchter des Ortes
- Walter Hauck (1910–1991),  Konzert- und Opernsänger
- Johannes Zehfuß (* 1959), Politiker (CDU)
- Jean-Christophe Cholet (* 1962), französischer Jazzmusiker

### Personen, die vor Ort gewirkt haben
- Georg Seiblin (1529–1591), Jurist und Diplomat im Dienste des Hochstifts Worms, besaß in Böhl ein Gut mit Zehntanteil
- Johann Karl Baumann (~1714–1794), Orgelbauer, errichtete die Orgel in der örtlichen Kirche
- Johann Valentin Metz (1745–1829), katholischer Priester, leitete von 1786 bis 1803 die örtliche Pfarrei
- Johannes Kriebitzsch (1857–1938), Glasmaler, stattete die protestantische Kirche 1909 mit Glasgemälden aus